# 運命峠 (1974年のテレビドラマ)
『運命峠』（うんめいとうげ）は、東映と関西テレビが制作し、1974年（昭和49年）10月2日から1975年2月26日にかけて毎週水曜日22時から放映された連続テレビ時代劇。田村正和主演、全21回。

## 概要
柴田錬三郎の小説『運命峠』を原作に映像化した作品。主演の田村は原作を読み、映像化の際には自分がやりたいと熱望、柴田にその事を伝えていた。映像化にあたり田村は秋月六郎太について、「まだまだ未熟な剣士だが、血筋の良さを隠せない人物として演じたい。」と話していた。
徳川家康の死後、その遺志を受け継いで柳生但馬守は朝比奈源右衛門に、豊臣秀頼の遺児・秀也とその母・桂宮蓮子の捜索を命じた。徳川の家に生まれながら、3代将軍・家光と双生児であったため、秋月六郎太は一人さすらいの旅を続けているが、ある日偶然秀也と蓮子を助け、彼らと行動を共にする。
なお、秋月六郎太は小説では「徳川家康の五男・松平忠輝の双生児という出生から、一人修行の旅を続けていた」という設定であったが、このテレビドラマでは設定を変えて「家光の双生児」とされている。
KTV制作水曜22:00ドラマ最後の作品で、この後フジ水曜22:00ドラマは1991年10月16日開始の『なんだら まんだら』まで16年7か月中断する。

## キャスト
- 秋月六郎太：田村正和

主人公。将軍家光の双子の弟だが無用な後継者争いが起こるのを避けるという理由で里子に出され、流浪の旅を続ける無頼の浪人。年齢は二十代半ばくらい。無敵の剣技「夕陽剣」を振う超一流の剣客であり、無益な殺生は好まないが、あくどい手段に出る者たちには容赦しない。クールでニヒルな態度を取っているが、本質的には曲がった事の嫌いな熱い正義感の持ち主である。その出生ゆえに徳川将軍家や幕府に対しては批判的で、実父徳川秀忠の事も「秀忠」と呼び捨てにしている。蓮子母子を偶然助けた事から刺客たちとの戦いに巻き込まれていく。
- 桂宮蓮子：大谷直子

豊臣秀頼の側室。皇室ゆかりの高貴な生まれでささ香からは「姫宮様」と呼ばれる。寵愛を受けて一子秀也を産み秀頼の計らいで大坂落城の難を逃れ京都で隠棲していたが、徳川家康の意を受けた追手たちに追われる身となる。六郎太に命を助けられ、いつしか彼を慕うようになる。
- 伊賀忍者・千里運天：渡辺篤史

朝比奈配下の忍者で、蓮子母子の命を奪うように指令を受ける。しかしささ香に惚れこみ、また六郎太の毅然とした振る舞いに感じ入って徳川を裏切り、蓮子母子を守るために働くようになる。お人よしの面もあるが忍者としての腕前は高い。秀也が七兵衛に誘拐されるとささ香と共に探索の旅に出る。
- 闇の七兵衛：戸浦六宏

朝比奈配下の甲賀忍者で、運天と共に蓮子母子の命を奪うように指令を受ける。運天とは違い冷徹に使命を果たそうとするかに見えたが、実は大胆な野心家であり秀也を攫って擁立し豊臣家の再興と天下取りを目論む。運天とは長年のライバル関係である。
- 侍女・ささ香：渡辺やよい

蓮子に仕える侍女。気丈で健気な美女。運天と恋仲となる。秀也が七兵衛に誘拐されると運天と共に探索の旅に出る。
- 漢家千早：堀越陽子

家康によって滅ぼされた織田信次の遺児で後に六郎太の恋人となる女性。刺客に追われて負傷した蓮子母子を偶然助けたことから六郎太との縁ができる。六郎太を一途に慕い続け、一時は幸せな日々を過ごしたがやがて過酷な運命に巻き込まれていく。
- 漢家小太郎：進士晴久 → 太田博之

千早の弟。父の仇である徳川家を憎んでいる。
- 豊臣秀也 → 豊臣秀太郎：増田将也 → 道井和仁（第11話から）[5]

豊臣秀頼の遺児。その血筋ゆえに母の蓮子と共に徳川の追手たちから追われる。七兵衛に誘拐され数奇な運命に翻弄される。
- 左上源吾：森章二（第2話・第3話）

早崎陣屋役人。
- 寺沢新十郎：蜷川幸雄（第2話・第3話）

早崎陣屋代官。
- 天海：吉田義夫

家康の側近の高僧、大僧正。病の床にある家康が蓮子母子の事を憂いていると柳生但馬守に告げる。六郎太が蓮子親子の味方となったと知ると共に抹殺するように但馬守に命じるなど、本作における黒幕的存在。
- 柳生十兵衛：伊吹吾郎

但馬守の長男。隻眼の精悍な風貌を持つ凄腕の剣客であり六郎太の宿敵。
- 朝比奈源右衛門：佐藤慶

柳生の家臣。逃亡した蓮子母子の探索を忍者たちに指令する。
- 柳生但馬守：近衛十四郎

将軍家兵法指南役。天海から伝えられた家康の密命を受け、気が進まぬながらも配下の朝比奈に蓮子母子の捕縛を命じる。
- 無空影郎次：小島三児（第9話～第15話）

運天の舎弟分の忍者。太郎と常に二人一組で行動する。本作におけるコメディリリーフ的存在。フクロウの鳴き真似が得意。
- 鬼面堂太郎：江幡高志（第9話～第14話）

運天の舎弟分の忍者。影郎次と常に二人一組で行動する。本作におけるコメディリリーフ的存在。
- 天下道人：有島一郎（第2話・第3話・第16話）

老僧。六郎太の出生の秘密を知る。その正体は高名な禅僧である沢庵和尚。幕府の勘気に触れて江戸を追われ、天下道人と名を変えていた。
- 徳川家光：田村正和（二役）

三代将軍、六郎太の双子の兄。
- ナレーター：芥川隆行

### ゲスト
第1話
- 猿飛佐助：桜木健一
- 三好清海入道：田子ノ浦忠雄
- 出雲阿国：玉梓真紀
- 国一太郎、唐沢民賢、土橋勇、笹木俊志、八代郷子
- 熊谷武、野村鬼笑、矢奈木邦二郎、島田秀雄、智村清
- 内藤康夫、藤山良、坂東京三郎、劇団アカデミー
- 板倉勝重：神田隆

第2話
- 森源太郎、松田利夫、寺内文夫、森敏光、藤川弘
- 野々村伍平：小松方正

第3話
- 佐々木小次郎：片岡孝夫

第4話
- 有川典膳：内田勝正
- 相良玄蕃：永野達雄
- 遊女屋：山口幸生
- 峰村：中村錦司
- 那須伸太朗、岩尾正隆、松本泰郎、佐藤好将、山下千栄
- おちか：松木路子
- 田崎主馬：横内正

第5話
- 家老の息女・梓：沢井孝子
- 荒木丑之助：倉岡伸太朗
- 毛利継元：柴田昌宏
- 早見：北村総一朗
- 久留島：田畑猛雄
- 徳田：小峰一男
- 西条左馬之介：西沢利明
- 木村頼母：中村竹弥

第6話
- 後藤又兵衛基次：嵯峨善兵
- おみね：津田京子
- 馬方の仙次：柳生博
- 馬方の親分・勘兵衛：山本麟一

第7話
- 女妖術師・日女蓮：新屋英子
- 毛利藩家老・結城主膳：福山象三
- 久之進：中田博久
- 野田島軍蔵：浜田晃
- 楓：佐野厚子
- 戸隠梅軒：郷鍈治

第8話
- 浪人・郷原猪十郎：中山仁
- 南蛮屋宗兵衛：浜田寅彦
- フローレン神父：ユベール
- 小扇：那智映美
- 井原：白川浩二郎
- 茂平次：浪花五郎
- 梶武右衛門：川辺久造

第9話
- 及川宗十郎：永井智雄
- 海女の日奈：一の瀬玲奈
- 吉松：河原崎次郎
- 相良修理亮：原田清人
- 黒木典膳：五味竜太郎

第10話
- お松：緑魔子
- 佐久間：宮口二朗
- 原勘解由：横森久

第11話
- おすみ：本阿弥周子
- 加倉井主水：伊達三郎
- 弥平次：木田三千雄
- お駒：松村康世
- 浦部宗十郎：大林丈史
- 土橋源吾：長谷川明男

第12話
- 八重：吉沢京子
- 健助：斎穏寺忠雄
- 酒井忠勝：北原義郎
- 秋本三左衛門：永田光男
- 宗方久左衛門：増田順司
- 与吾平：海老江寛
- 玄遊：柳川清
- 河島主水：不破潤
- うの：松井加容子

第13話
- 月江：岡田可愛
- お葉の方：磯村みどり
- 佐渡屋甚九郎：天津敏
- 須貝主水正：永井秀明
- 高森清右衛門：北原将光
- 阿波地大輔、滝譲二、京町一代、小田真士

第14話
- おるい：松木聖
- 大奥の中﨟・滝山：星美智子
- 春日局：小夜福子
- 鶴の井：山口真代
- 千枝：中条郷子
- 木崎雄之進：林彰太郎
- 縞蛇の参太：唐沢民賢
- 川谷拓三

第15話
- 福島丹波：沼田曜一
- 土井大炊頭：酒井哲
- 花房東吾：五十嵐義弘
- 政代：松本留美
- 片桐竜次

第16話
- 花房東吾：五十嵐義弘
- 望月蔵人：上野山功一
- 柳田源十郎：野口貴史

第17話
- 磯部久左衛門：原健策
- 三浦右京：西山辰夫
- 金丸半四郎：坂口徹
- 正助：石山律雄
- 腰元・志乃：服部妙子
- 辰五郎：阿木五郎
- 伝蔵：山村弘三
- 吉崎：宮川珠季
- 浦野：三島猛
- 伊藤一刀斎：田村高廣

第18話
- 三州屋：村田正雄
- 露：和田恵利子
- 近江屋：外山高士
- 財部伊織：潮万太郎
- 山際主馬：山岡徹也
- 弥蔵：北見唯一
- 瀬沼：中村錦司
- 坂崎：遠山金次郎
- 浪人：柳原久仁夫
- 島田秀雄、有島淳平、鳥巣哲生、壬生新太郎、北川俊夫

第19話
- 伊之助：河原崎建三
- お美代：木内みどり
- 千姫：三田和代
- 堀田加賀守：田口計
- 梶川武右ェ門：東野孝彦
- 半次：三角八郎
- 黒柳新十郎：八名信夫
- 松坂の局：双葉弘子
- 弥蔵：北見唯一

第20話
- 鈴江：小野千春
- 弥蔵：北見唯一
- 秋山総右ヱ門：織本順吉
- 堀木佐渡守：川合伸旺
- 飯野主計頭：田島義文
- 蜂屋：穂高稔
- 佐良：出水憲司
- 吾平：山下義明
- 劇団アカデミー

第21話
- 早瀬要之助：寺田農
- 佐倉宗伯：村上冬樹
- 豊島田郎基成：佐々木孝丸
- 豊島の娘・早苗：三浦真弓
- 弥平次：木田三千雄

## スタッフ
- 原作：柴田錬三郎
- プロデューサー：野添泰男、杉井進、田邊孫太郎
- 脚本：結束信二、石森史郎、高岩肇、高橋稔
- 監督：河野寿一、井沢雅彦、斎藤武市、鳥居元宏、井上昭
- 音楽：宮川泰
- 撮影：木村誠司
- 邦楽監修：中本敏生
- 特技：宍戸大全
- 制作：関西テレビ、東映

## 放映リスト（サブタイトルリスト）
| 話数 | 放送日        | サブタイトル     | 脚本     | 監督     |
| ---- | ------------- | ---------------- | -------- | -------- |
| 1    | 1974年10月2日 | 天を斬る剣       | 結束信二 | 河野寿一 |
| 2    | 10月9日       | 月明地獄嶽       | 結束信二 | 河野寿一 |
| 3    | 10月16日      | 血染ケ原の夕陽剣 | 石森史郎 | 井沢雅彦 |
| 4    | 10月23日      | 殺風西に奔る     | 高岩肇   | 井沢雅彦 |
| 5    | 10月30日      | 華麗なる非情剣   | 高岩肇   | 斎藤武市 |
| 6    | 11月6日       | みだれ雲、愛と剣 | 高岩肇   | 河野寿一 |
| 7    | 11月13日      | 仇討ち兄妹       | 石森史郎 | 河野寿一 |
| 8    | 11月20日      | 暁の決闘         | 高橋稔   | 斎藤武市 |
| 9    | 11月27日      | 南海の怒涛剣     | 高橋稔   | 鳥居元宏 |
| 10   | 12月4日       | 一殺多生剣       | 高橋稔   | 鳥居元宏 |
| 11   | 12月11日      | 武蔵野非情       | 結束信二 | 河野寿一 |
| 12   | 12月18日      | 夜霧の江戸       | 結束信二 | 河野寿一 |
| 13   | 12月25日      | 百万両の遺産     | 高橋稔   | 井上昭   |
| 14   | 1975年1月8日  | 春待つ大奥       | 高岩肇   | 井沢雅彦 |
| 15   | 1月15日       | 母恋い無心剣     | 高岩肇   | 井上昭   |
| 16   | 1月22日       | 姫宮の最期       | 高橋稔   | 河野寿一 |
| 17   | 1月29日       | 地獄むみょうの剣 | 結束信二 | 井沢雅彦 |
| 18   | 2月5日        | 斬風・闇を裂く   | 高岩肇   | 河野寿一 |
| 19   | 2月12日       | 千姫御殿を斬る   | 高橋稔   | 河野寿一 |
| 20   | 2月19日       | さらば忍者       | 高橋稔   | 井上昭   |
| 21   | 2月26日       | 葵の血の色       | 結束信二 | 河野寿一 |

- 1975年1月1日は『新春東西対抗お笑いルーレット』のため休止。なお、この番組は本作終了後に『東西対抗お笑いルーレット』として放送された。